# George E. Waldo
George Ernest Waldo (ur. 11 stycznia 1851 w Brooklynie, zm. 16 czerwca 1942 w Pasadenie) – amerykański polityk, członek Partii Republikańskiej.

## Działalność polityczna
W 1896 zasiadał w New York State Assembly. W okresie od 4 marca 1905 do 3 marca 1909 przez dwie kadencje był przedstawicielem 5. okręgu wyborczego w stanie Nowy Jork w Izbie Reprezentantów Stanów Zjednoczonych.